# 仏陀L
『仏陀L』（ぶっだエル）は、日本のロックバンドである筋肉少女帯の1枚目のオリジナル・アルバム。
同バンドのメジャー・デビュー第1弾となった作品であり、第18期メンバーにより制作された。

## 解説
インディーズ時からライブで演奏されていた「釈迦」「孤島の鬼」といった楽曲を収録。初回盤LPにはソノシート『パンクでポン』（未収録となった『高木ブー伝説』のニューテイクを逆再生した上に、独演を吹き込んだもの）を付属。のちにベストアルバム「筋少の大車輪」に収録された。
ジャケットの写真は、メイクをした大槻と三柴が多くの老婦人に囲まれているもので、大槻曰く「お婆さんたちの中で困惑しているオーケン（大槻）」「当時22歳のオーケンの心象風景」をイメージしたという。
未収録となった「高木ブー伝説」について、大槻は「(規制の緩いインディーズと比して)この曲はメジャーで出して良いものなんですか？」とディレクターに問うても「大丈夫大丈夫」と意に介さなかったため、そのままバックトラックまで録音が進んだ。しかし歌入れ当日になってから血相を変えたディレクターがスタジオに駆け込んで来るなり「大槻くんダメだから！その曲ダメだから！歌わないで！」と指示する事態になり、この時点での収録は中断している。
リマスタリングが施され、2009年7月22日に再発売された。本作はオリコンアルバムチャートにおいて最高位第58位の登場週数2回で売り上げ枚数は0.6万枚となった。

## 収録曲
※…22期以降メンバーによる、スタジオレコーディング作品としてセルフカバー済曲。
| #         | タイトル             | 作詞                 | 作曲                   | 編曲       | 時間  |
| --------- | -------------------- | -------------------- | ---------------------- | ---------- | ----- |
| 1.        | 「モーレツア太郎※」  | 大槻ケンヂ           | 大槻ケンヂ、三柴江戸蔵 | 筋肉少女帯 | 4:14  |
| 2.        | 「釈迦※」            | 大槻ケンヂ           | 大槻ケンヂ、内田雄一郎 | 筋肉少女帯 | 4:05  |
| 3.        | 「福耳の子供※」      | 大槻ケンヂ           | 内田雄一郎             | 筋肉少女帯 | 5:02  |
| 4.        | 「オレンヂ・エビス」 | 大槻ケンヂ、鈴木直人 | 鈴木直人               | 筋肉少女帯 | 2:35  |
| 5.        | 「孤島の鬼※」        | 大槻ケンヂ           | 内田雄一郎             | 筋肉少女帯 | 5:27  |
| 合計時間: | 合計時間:            | 合計時間:            | 合計時間:              | 合計時間:  | 21:23 |

| #         | タイトル                        | 作詞       | 作曲                   | 編曲       | 時間  |
| --------- | ------------------------------- | ---------- | ---------------------- | ---------- | ----- |
| 6.        | 「サンフランシスコ※」           | 大槻ケンヂ | 三柴江戸蔵             | 筋肉少女帯 | 3:53  |
| 7.        | 「イタコLOVE ～ブルーハート～」 | 大槻ケンヂ | 大槻ケンヂ             | 筋肉少女帯 | 3:23  |
| 8.        | 「ノーマン・ベイツ※」           | 大槻ケンヂ | 大槻ケンヂ             | 筋肉少女帯 | 4:26  |
| 9.        | 「ペテン師、新月の夜に死す!」   | 大槻ケンヂ | 三柴江戸蔵、内田雄一郎 | 筋肉少女帯 | 7:43  |
| 合計時間: | 合計時間:                       | 合計時間:  | 合計時間:              | 合計時間:  | 19:25 |

## 演奏者
- 大槻ケンヂ – ボーカル
- 内田雄一郎 – ベース、コーラス
- 三柴江戸蔵 – ピアノ、シンセサイザー、オルガン、 コーラス
- 美濃介 – ドラムス、コーラス
- 関口博史 – ギター, Talk(#5)

## チャート
| チャート         | リリース年 | 最高順位 | 登場週数 | 売上数  | 規格       | 出典  |
| ---------------- | ---------- | -------- | -------- | ------- | ---------- | ----- |
| 日本（オリコン） | 1988年     | 38位     | 6回      | 0.3万枚 | LP         | [ 3 ] |
| 日本（オリコン） | 1988年     | 58位     | 2回      | 0.6万枚 | LP, CT, CD | [ 2 ] |
| 日本（オリコン） | 2009年     | 107位    | 1回      | -       | CD         | [ 5 ] |

## リリース日一覧
| No. | リリース日     | レーベル                   | 規格   | カタログ番号 | 備考                   | 出典        |
| --- | -------------- | -------------------------- | ------ | ------------ | ---------------------- | ----------- |
| 1   | 1988年6月21日  | トイズファクトリー／バップ | LP     | 30304-28     |                        | [ 2 ]       |
| 2   | 1988年6月21日  | トイズファクトリー／バップ | CT     | 50304-28     |                        | [ 2 ]       |
| 3   | 1988年6月21日  | トイズファクトリー／バップ | CD     | 80304-32     |                        | [ 6 ]       |
| 4   | 2009年7月22日  | トイズファクトリー         | CD     | TFCC-86302   | 紙ジャケット仕様       | [ 7 ] [ 1 ] |
| 5   | 2018年10月31日 | トイズファクトリー         | AAC-LC | -            | デジタル・ダウンロード | [ 8 ]       |